# The Indefatigable Frog
„The Indefatigable Frog” este o povestire a scriitorului american Philip K. Dick, publicată pentru prima oară în numărul din iulie 1953 a revistei Fantastic Story și mai târziu în The Collected Stories of Philip K. Dick. De atunci a fost republicată de mai multe ori, inclusiv în colecția Beyond Lies the Wub în 1988.   
Povestea se învârte în jurul a doi profesori universitari, Hardy și Grote, care discută despre unul dintre paradoxurile lui Zenon, și anume cel denumit paradoxul dihotomiei, în care o broască vrea să iasă dintr-o fântână, dar fiecare săritură este jumătate din săritura precedentă. În acest fel, susține Hardy, broasca nu va ieși niciodată din fântână, în timp ce Grote argumentează opusul: că broasca va scăpa în cele din urmă de fântână. 
Decanul colegiului dorește să rezolve acest paradox vechi și îi instruiește pe cei doi profesori să creeze un experiment cu o broască. Hardy și Grote fac exact acest lucru: introduc broasca într-un tub mare și o supun unui câmp de energie care reduce dimensiunea broaștei la jumătate pentru fiecare salt. În cele din urmă, broasca devine atât de mică încât dispare. Grote intră în tub pentru a-și da seama ce sa întâmplat, în timp ce Hardy apasă pe comutator, forțându-l pe Grote să avanseze prin tub. Grote se înjumătățește de fiecare dată pe măsură ce avansează, iar podeaua netedă a tubului devine în cele din urmă ca fiind formată din roci și bolovani uriașe, pe măsură ce Grote  se apropie de dimensiuni microscopice. Grote dispare, iar Hardy susține că broasca nu a reușit niciodată să iasă și că a avut dreptate. În cele din urmă, Grote împreună cu broasca au devenit atât de mici încât au trecut prin moleculele tubului, au ajuns departe de câmp și au revenit la dimensiunea lor originală. 